# جبل سيدي محمد

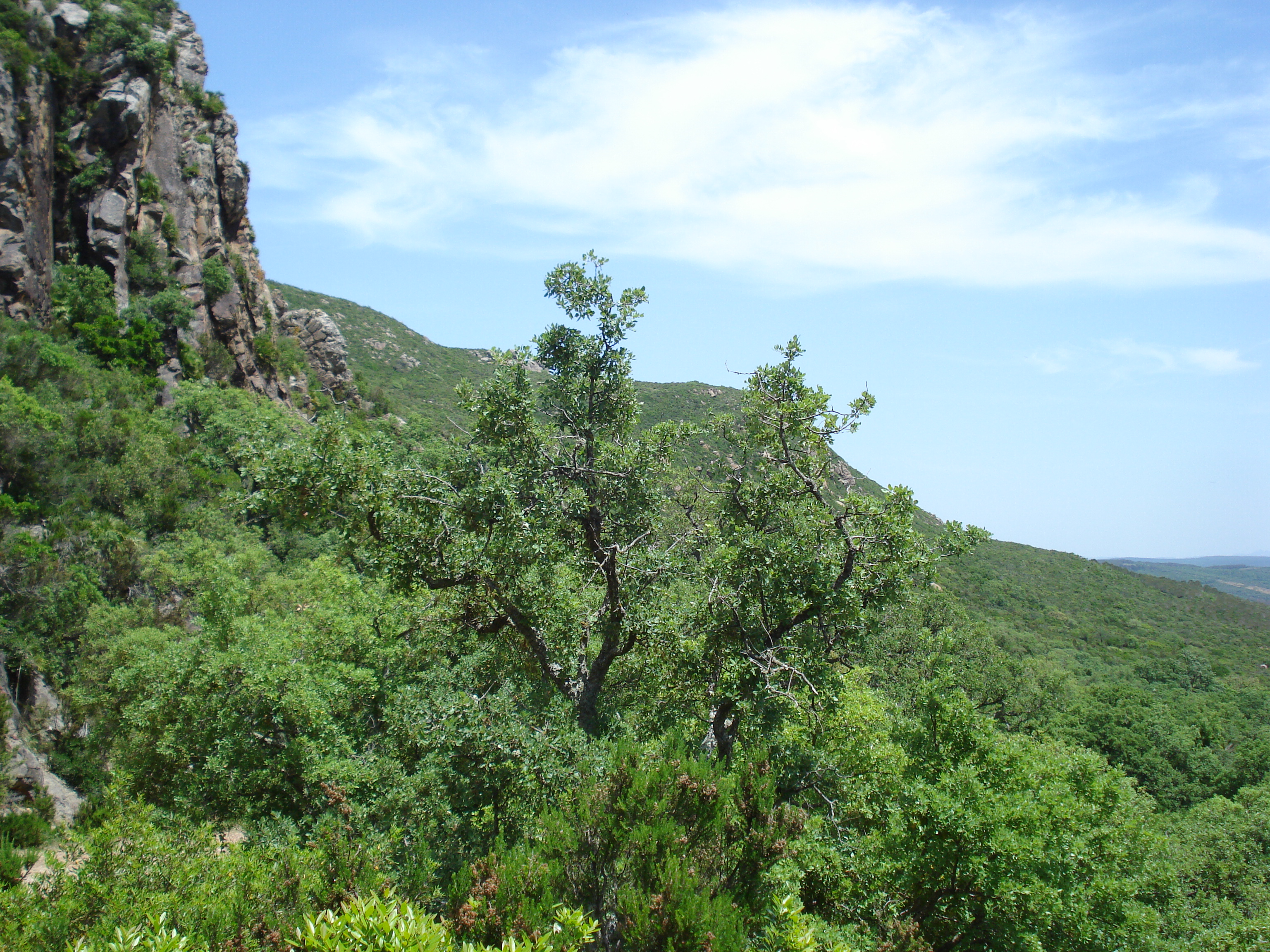
جبل سيدي محمد

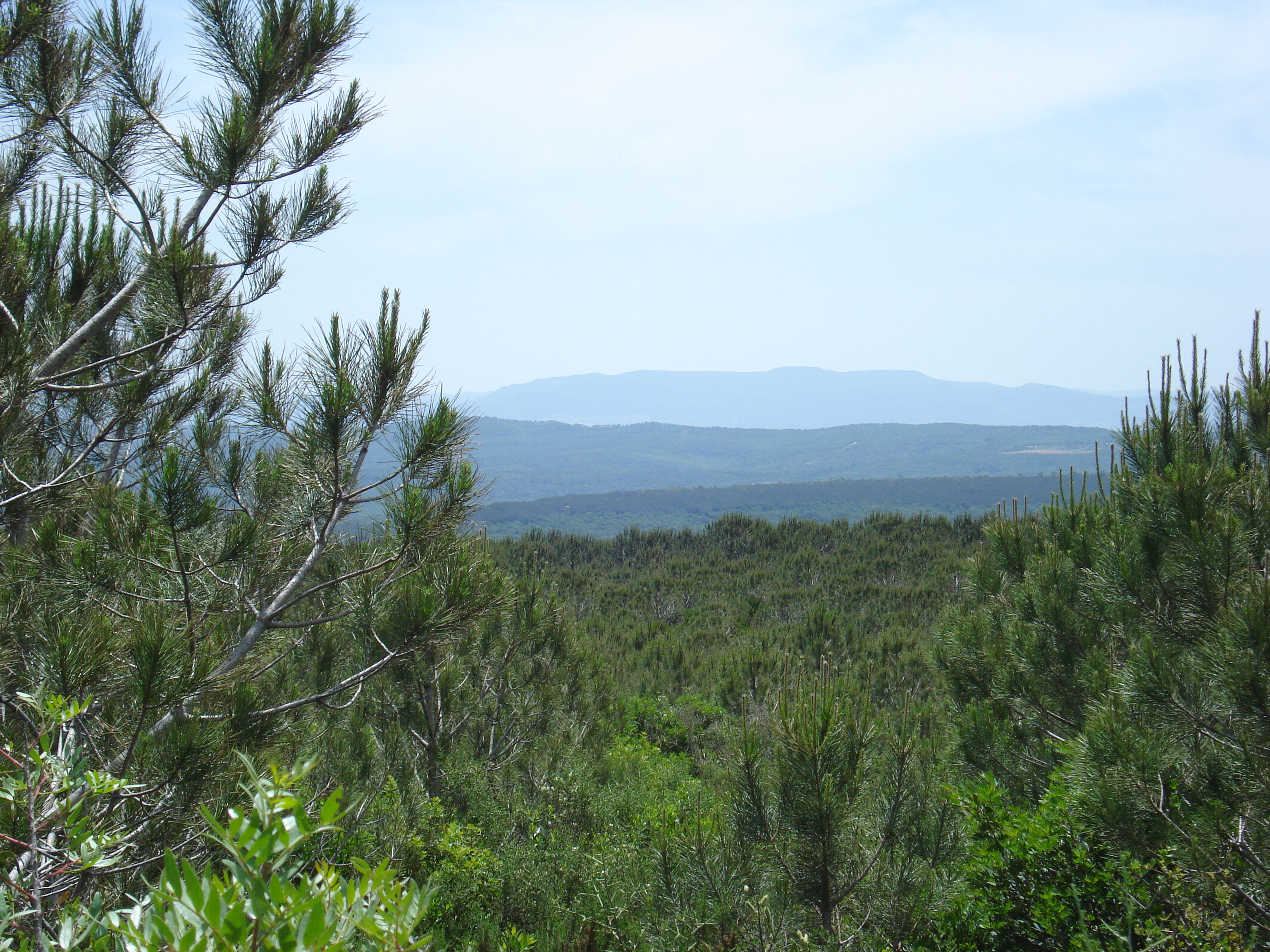
صورة للطبيعة الثرية بجبل سيدي محمد

جبل سيدي محمد جبل يقع بشمال غربي الجمهورية التونسية، شمال شرقي مدينة طبرقة، على الساحل الشمالي قرب الرأس الأسود. يبلغ ارتفاعه 474 م.